# Diocèse de Vérone

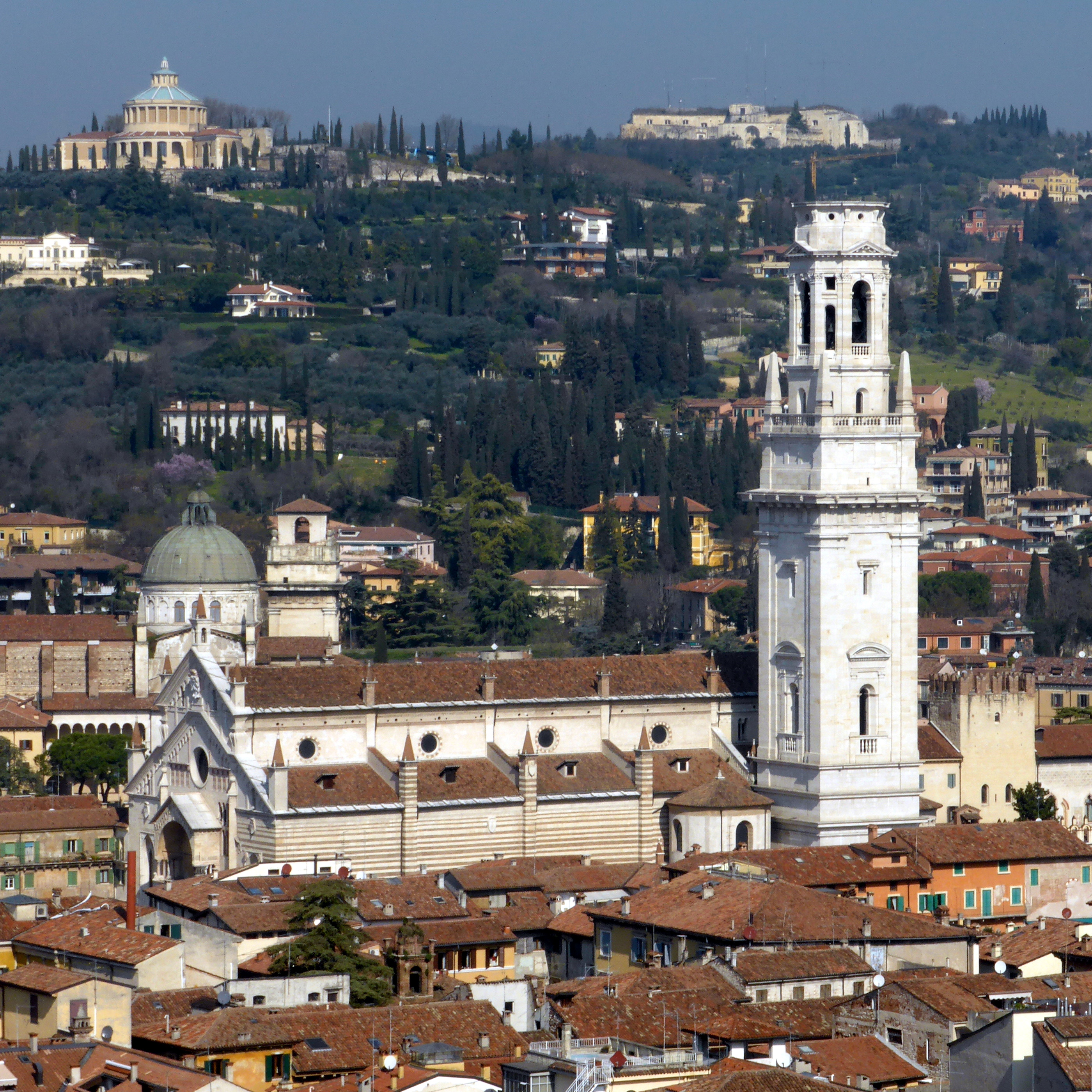
La cathédrale de Vérone.

Le diocèse de Vérone (en latin : Dioecesis Veronensis) est un siège de l'Église catholique suffragant du patriarcat de Venise. Il comptait en 2010 843.229 baptisés sur les 923.830 habitants. Depuis juillet 2022, son évêque est Domenico Pompili (it).

## Territoire
Le diocèse comprend la grande majorité de la province de Vérone et une petite partie de la province de Brescia (zone sud et sud-ouest du lac de Garde) ; en outre une paroisse se trouve dans la province de Rovigo. Il jouxte au nord l'archidiocèse de Trente, à l'est le diocèse de Vicence, au sud le diocèse de Padoue et celui d'Adria-Rovigo, et enfin à l'ouest celui de Mantoue et celui de Brescia.
Le siège épiscopal se trouve à Vérone, à la cathédrale de Vérone.
Le territoire est subdivisé en 378 paroisses regroupées en 14 vicariats : Vérone centre, Vérone nord-ouest, Vérone nord-est, Vérone sud, Lac de Vérone-Caprino, Lac de Brescia,  Valpolicella, Valpantena-Lessinia central, Est de Vérone, Bussolengo, Villafranca, Bovolone-Cerea, Isola della Scala-Nogara, Legnago.

## Histoire

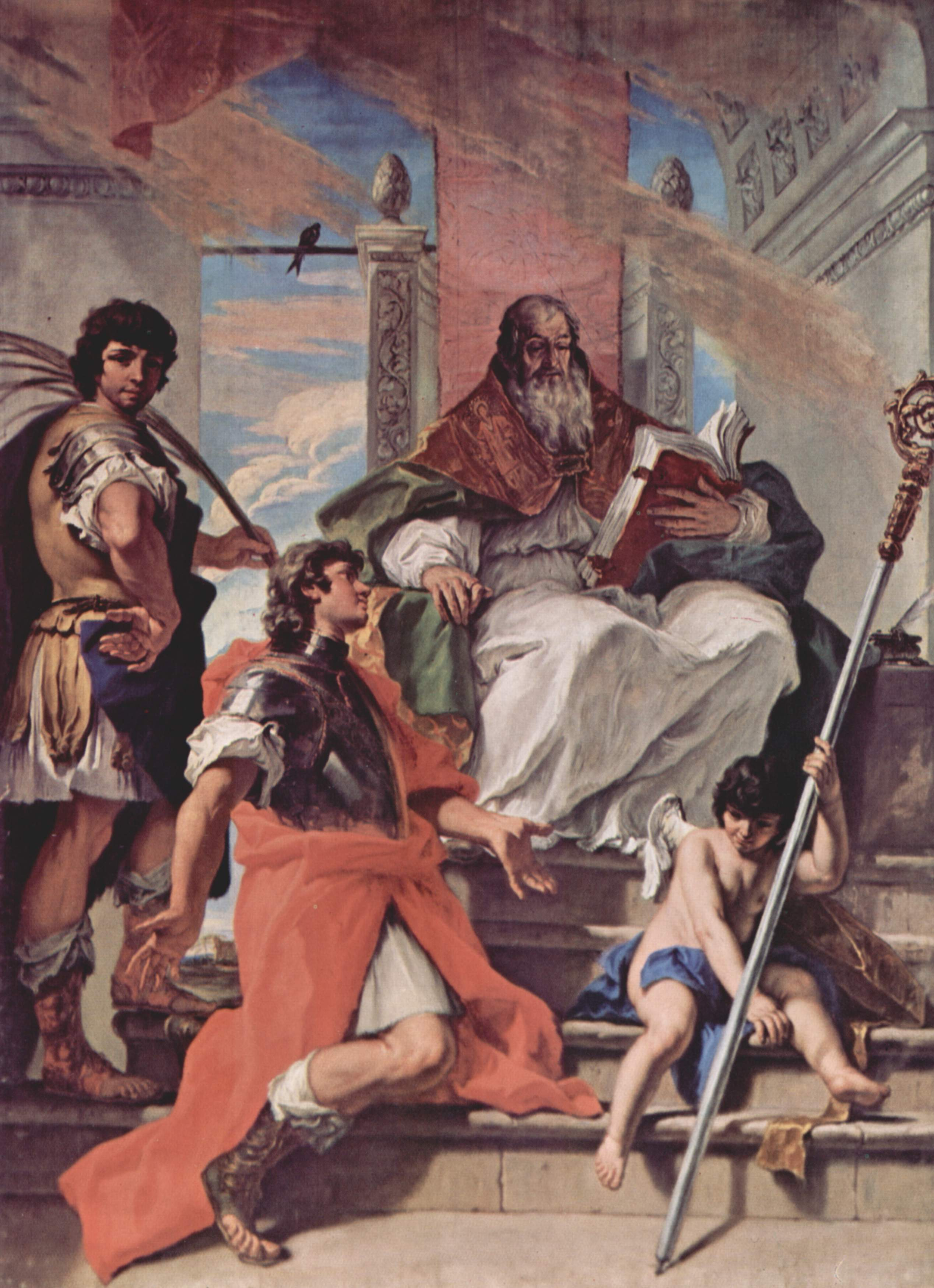
Les Saints Procule, Fermus et Rustique, Sebastiano Ricci, 1704, cathédrale de Bergame

### Origines du diocèse
Les origines de l'Église à Vérone nous sont connues grâce au Carmen Pipinianum du IXe siècle, qui comprend une liste des huit premiers évêques, de saint Euprepius de Vérone à saint Zénon, mort entre 372 et 380, et qui, selon la tradition, «reduxit Veronam ad baptismum»,. L'on doit aussi mentionner la fameuse Chasuble de Ravenne qui recense non seulement les évêques de Vérone, mais aussi les saints et évêques d'autres diocèses vénérés à Vérone au IXe siècle. Selon Lanzoni, ces deux documents sont remarquables et dignes d'intérêt car ils donnent une liste fiable d'évêques de la Haute-Antiquité. Le premier évêque qui est mentionné par d'autres sources historiques est Lucilius, le sixième dans la liste, qui a pris part au concile de Sardique en 342-343.
L'épiscopat d'Euprepius correspond à la période antérieure  de l'empire de Gallien (260). Des martyrs sont mentionnés dans ce Carmen comme les saints Firmus et Rusticus (en), martyrisés à Vérone, probablement sous l'empereur Maximien. L'existence de saint Zénon - contemporain de saint Ambroise de Milan et auteur d'une série de discours religieux - est attestée par des documents anciens et authentiques. À son époque, le paganisme est encore solidement ancré à Vérone, en particulier dans les campagnes environnantes. Sous l'évêque Siagrius, le diocèse passe de la métropole de Milan à celle du patriarcat d'Aquilée.

### Moyen Âge
Saint Rathold, moine bénédictin de l'abbaye de Reichenau, puis évêque de Vérone au début du IXe siècle, impose la vie communautaire aux chanoines de la cathédrale (806) et réorganise le clergé. L'école-cathédrale est réputée pour son enseignement et son corps professoral, dont le diacre Pacifique, grand connaisseur de la langue hébraïque et du grec. Rathier (milieu du Xe siècle) fut un auteur illustre qui favorisa l'enseignement et affermit l'école-cathédrale.
Le pape Lucius III meurt à Vérone en 1183, après y avoir rencontré son adversaire l'empereur Frédéric Barberousse et avoir réuni un synode, sous l'épiscopat d'Ognibene, canoniste fameux. C'est encore à Vérone que se tient le conclave qui élit le pape Urbain III qui passa tout le temps de son bref pontificat à Vérone.
C'est à cette époque que la ville de Vérone, sous l'épiscopat du cardinal Adélard, est divisée en paroisses. Elles étaient au nombre de cinquante-deux en 1336. 
Au XIIIe siècle, les évêques Iacopo di Braganze et Gerardo Cossadoca furent tous les deux exilés par Ezzelino da Romano. Même l'évêque Manfredo Roberti dut subir les insultes et les persécutions de la part des gibelins. Un synode se réunit à Vérone en 1276 pour condamner l'hérésie cathare qui séduisait même un certain nombre de clercs. Saint Pierre de Vérone (assassiné en 1252) est canonisé en 1253, c'est-à-dire vingt-trois ans auparavant. Il avait fermement combattu en tant que frère prêcheur cette hérésie pernicieuse.  
En 1338, l'évêque Bartolomeo della Scala est assassiné par son neveu Mastino, seigneur de Vérone. Cela conduit le pape Benoît XII à révoquer aux seigneurs della Scala le privilège de nommer les évêques de Vérone. C'est encore au XIVe siècle que l'évêque Pietro della Scala chercha en vain à mettre les chanoines de Vérone sous l'obéissance de l'évêque de Vérone; mais ils continuèrent à dépendre directement du patriarcat d'Aquilée. Lorsque les seigneurs Visconti s'emparèrent de Vérone, ils firent bannir l'évêque Pietro della Scala. 
Au XVe siècle, l'évêque Francesco Condulmer fonde une école de servants de messe pour redonner du lustre au culte et une meilleure formation aux clercs. Cette nouvelle école remplace l'antique école-cathédrale qui avait été supprimée pour donner naissance à l'université de Vérone. À la fin du siècle, le cardinal Michiel fait restaurer la cathédrale et la palais épiscopal.

### Époque moderne
Enl 1751 la suppression du patriarcat d'Aquilée, dont Vérone avait toujours été dépendante, met la fin à la contestation entre l'évêque et les chanoines qui étaient soumis directement au patriarcat. Vérone devient alors suffragant de l'archidiocèse d'Udine, puis, à partir du 1er mai 1818 du patriarcat de Venise par la bulle de Pie VII, De salute Dominici gregis.
C'est à Vérone qu'a été fondée au XIXe siècle la congrégation des Sacrés stigmates de Notre-Seigneur-Jésus. L'action sociale et caritative de saint Daniel Comboni s'est également déployée dans le diocèse avec la fondation d'un institut missionnaire, puis celle des missionnaires comboniens du Cœur de Jésus, tournés vers l'évangélisation et l'aide au développement de l'Afrique, inspirés par l'action précédente de Nicola Mazza.
Vérone a accueilli en 2006 la IVe conférence nationale ecclésiale et la visite pastorale du pape Benoît XVI.

## Source
- (it) Cet article est partiellement ou en totalité issu de l’article de Wikipédia en italien intitulé « Diocesi di Verona » (voir la liste des auteurs).